# Дворовые люди (крепостные)

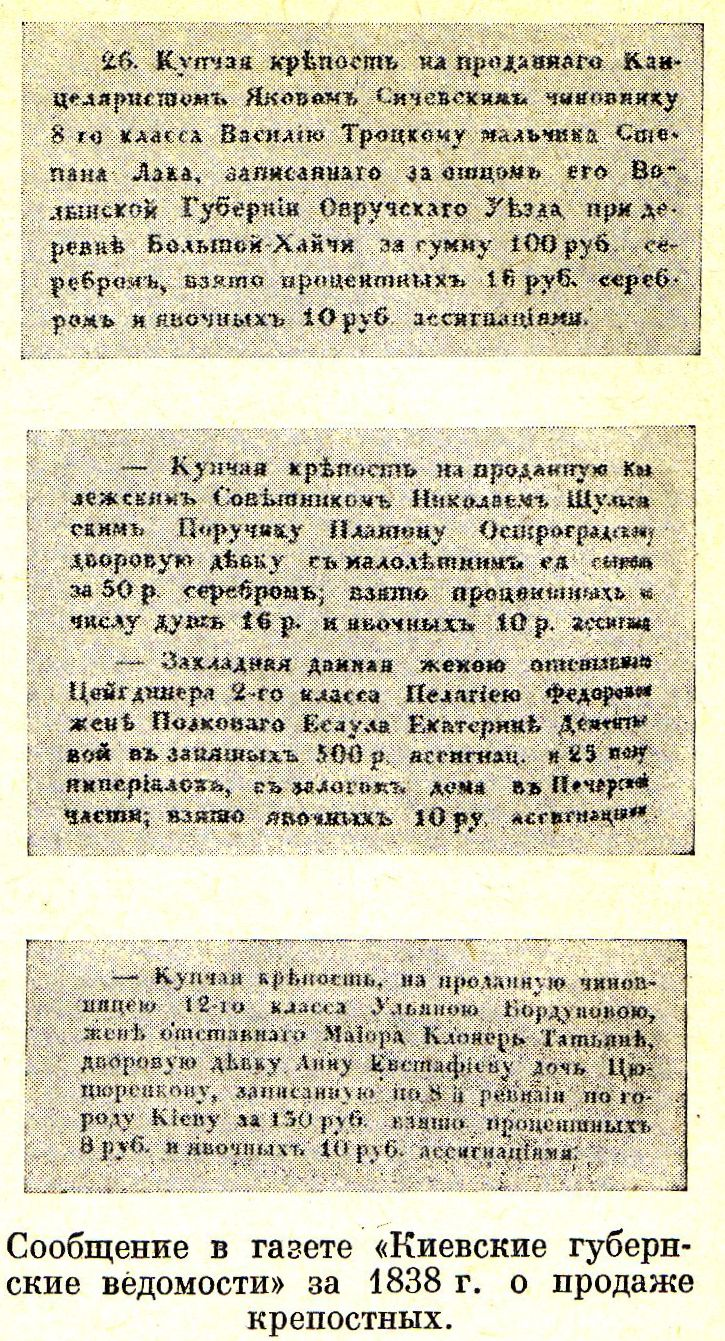
Сообщения о продаже дворовых в «Киевских ведомостях» 1838 года

Дворовые люди, дворня — особый разряд крепостных крестьян, которых их господа использовали в качестве домашней прислуги.
В ревизиях и других учётных документах эпохи их считали отдельно от крестьян. Даже средней руки помещик мог содержать несколько десятков человек крепостной прислуги. Например, после смерти графа А. Г. Орлова в его доме насчитывалось 370 человек дворовых.

## Виды дворовых

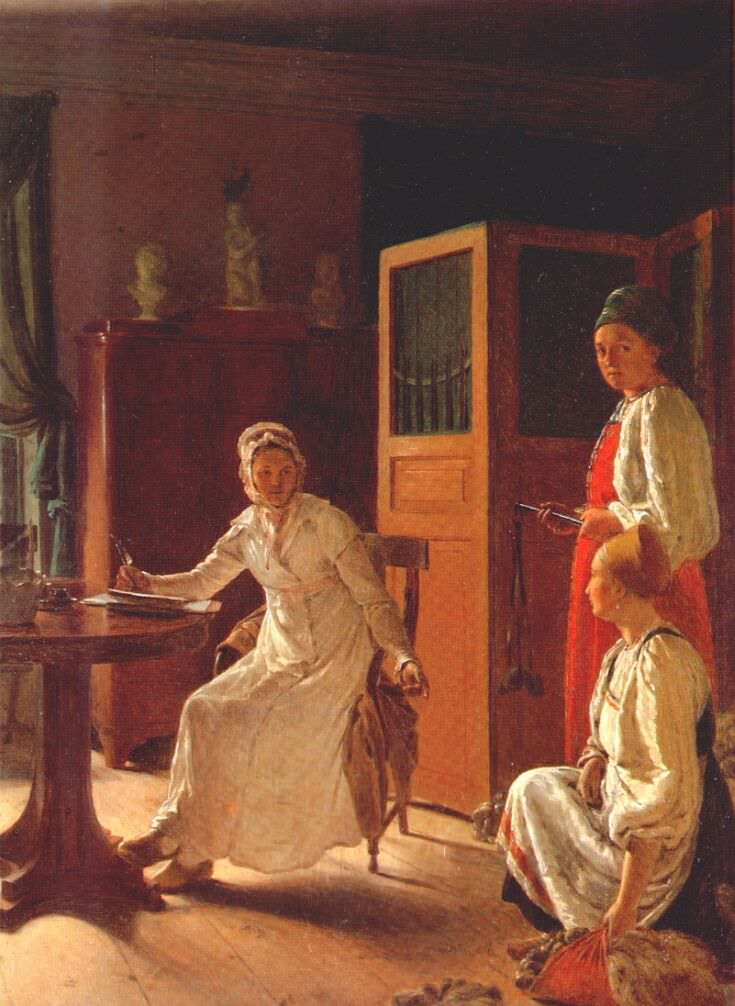
Картина А. Г. Веницианова «Утро помещицы» изображает только что проснувшуюся хозяйку поместья и двух её дворовых девок.

Во главе дворовых стоял дворецкий. Он был обязан следить за порядком в доме, за подачей блюд при обеде. Иногда его называли по-французски «мажордом».
В штат дворовых входили камердинеры — комнатные слуги, в просторечии — «комардины», «камельдины» и т. п.
Стремянными назывались слуги на конях, сопровождавшие хозяев во время их поездок верхом, в том числе на охоте.
Казачка́ми назывались мальчики-слуги в усадьбе, одетые в казачий костюмчик. Казачки обычно докладывали хозяевам о приезде гостей, бегали с различными поручениями, разносили угощения.
Форейторами (в просторечии «фалеторами») назывались кучера-подростки, реже взрослые люди худощавого сложения, сидевшие верхом на одной из передних лошадей запряжки.
У богатых дворян служили ливрейные лакеи, то есть слуги, одетые в ливреи — особую форменную одежду с шитьём и галунами.
При выездах господ сопровождали рослые выездные лакеи-телохранители — гайдуки, стоявшие на запятках кареты.
Экономка, ведавшая хозяйством, называлась ключницей. Её иногда называли «барской барыней».
Повариха, готовившая для господ, называлась «белой кухаркой», для дворни — «чёрной кухаркой».
Горничные, в ожидании поручений обычно находившиеся в сенях, назывались «сенными девушками». В обиходе их называли девками.
Богатые дворяне иногда также обзаводились «для забавы» дорого ценившимися людьми чёрной расы — арапами.
В штат дворовых также входили кучера, кормилицы, няни, дядьки (воспитатели господских сыновей).
Помещение для дворни называлось людская.
Иногда дворовые становились источником дохода для помещика, обучавшего их какому-нибудь ремеслу и затем отдававшего в наем или отпускавшего на заработки.

## История
В 1797 году вышел указ Павла I о запрещении продажи дворовых людей и безземельных крестьян «с молотка или подобного на сию продажу торга». В 1801 году было запрещено печатать объявления о продаже людей в газетах, после чего продажа в объявлениях стала прикрываться «отдачей в услужение». Продажа и уступка крепостных в розницу были запрещены в 1833 году.
Процентное отношение числа дворовых к общему числу крепостных поднялось с 1829 году по 1857 году с 4 % почти до 7 %. В 1858 году вышел указ о запрещении помещикам переводить крестьян в дворовые люди. При освобождении в 1861 году дворовые не получали земельный надел.